# The Treasure of the Amazon
The Treasure of the Amazon és una pel·lícula d'aventures mexicano-estatunidenca estrenada el 1985, dirigida pel mexicà René Cardona Jr. i protagonitzada per Stuart Whitman, Donald Pleasence i Bradford Dillman. És ambientada a la selva de l'Amazònia.

## Argument
A l'Amazònia dos antics minaires i un aventurer sense escrúpols s'associen per cercar un tresor de diamants. En el curs de la recerca Durant l'operació, s'adonen que fins i tot un antic jerarca nazi i tres joves geòlegs estan interessats a prendre possessió del preciós botí. Tots aquests investigadors aviat es trobaran davant d'enormes dificultats degut a les bèsties salvatges de la jungla i després passant a tribus indígenes, talladors de caps i menjadors de carn humana, sense excloure la lluita entre ells per guanyar la immensa fortuna.

## Repartiment
- Stuart Whitman: Gringo
- Donald Pleasence: Klaus Fromberg
- Bradford Dillman: Clark, Pilot
- John Ireland: Sacerdot
- Sonia Infante: Morinba
- Emilio Fernández: Paco
- Pedro Armendáriz Jr.: Falco Zapata
- Jorge Luke: Haro
- Ann Sidney: Barbara
- Clark Jarrett: Dick
- Hugo Stiglitz: Capità

## Producció
La pel·lícula va ser dirigida, escrita (amb Jacques Wilson) i produïda per Jacques Wilson per la Star World Productions i la Real Internacional i rodada a Chiapas, als Estudios Churubusco Azteca a Ciutat de Mèxic, a Tlaxcala i a Tuxtla Gutiérrez, a Mèxic el 12 d'cctubre de 1983.

## Distribució
La pel·lícula fou distribuïda amb el títol The Treasure of the Amazon als Estats Units el 1985 en VHS per All-American Video.